# Sírius del Poble-sec
Sírius és una bèstia de foc del barri del Poble Sec, Barcelona. Pertany a la colla de Diables del Poble-Sec. Representa un gat ferotge en posició d'atac, amb uns ulls que s'il·luminen a la nit i li reforcen l'aspecte agressiu de la mirada. Té nou punts de foc repartits entre les potes i la cua, per on llança guspires al públic. Als correfocs, en Sírius hi surt acompanyat de diables i tabalers.
És un personatge relacionat amb la font del Gat, situada a Montjuïc, un element característic del Poble-sec. En aquesta font, segons el llegendari del barri, s'hi reunien les bruixes i s'hi organitzaven aquelarres. Per això, la bèstia, a banda i banda del llom, hi porta dos personatges: una bruixa i un boc –que presidia els aquelarres–, tots dos lligats amb una cadena que passa per damunt l'esquena del gat.
La figura, obra de l'artista Dolors Sans, es va fer per iniciativa de la colla, que volia una peça d'imatgeria festiva per a complementar els espectacles pirotècnics que organitzava. Es va presentar al barri la tardor del 2012, i d'aleshores ençà que participa en totes les activitats de la colla, mogut per un sol portador.